# 小行星2535
小行星2535（2535 Hameenlinna）是一颗围绕太阳公转的小行星。1939年2月17日，爾約·維薩拉在图尔库发现了此天体。
該小行星以芬蘭的城市海門林納命名。
这颗小行星的绝对星等为308.8823534189471等。